# Campionat d'Europa de natació de 1927
El Campionat d'Europa de natació de 1927 va ser la segona edició del Campionat d'Europa de natació. La competició va tenir lloc entre el 31 d'agost i el 4 de setembre de 1927 a Bolonya, Itàlia.

## Medaller
País amfitrió 
| Posició | País           | Or | Plata | Bronze | Total |
| 1       | Alemanya       | 5  | 5     | 6      | 16    |
| 2       | Suècia         | 4  | 2     | 1      | 7     |
| 3       | Països Baixos  | 3  | 2     | 0      | 5     |
| 4       | Regne Unit     | 2  | 2     | 1      | 5     |
| 5       | Hongria        | 1  | 2     | 1      | 4     |
| 6       | Àustria        | 1  | 0     | 2      | 3     |
| 7       | França         | 0  | 2     | 0      | 2     |
| 8       | Itàlia         | 0  | 1     | 2      | 3     |
| 9       | Bèlgica        | 0  | 0     | 2      | 2     |
| 10      | Txecoslovàquia | 0  | 0     | 1      | 1     |
| Total   | Total          | 16 | 16    | 16     | 48    |

## Resultats

### Salts
Proves masculines
| Proves               | Or                            | Or       | Plata                         | Plata       | Bronze                 | Bronze    |
| Trampolí de 3 metres | Ewald Riebschläger · Alemanya | 7/173.86 | Edmund Lindmark · Suècia      | 16.5/159.86 | Luciano Cozzi · Itàlia | 18/160.14 |
| Palanca              | Hans Luber · Alemanya         | 7/114.86 | Ewald Riebschläger · Alemanya | 11/111.24   | Ezio Selva · Itàlia    | 18/100.64 |

Proves femenines
| Proves               | Or                          | Or       | Plata                    | Plata      | Bronze                   | Bronze   |
| Trampolí de 3 metres | Klara Bornett · Àustria     | 5/103.32 | Lini Söhnchen · Alemanya | 11/91.96   | Hanni Rehborn · Alemanya | 14/86.24 |
| Palanca              | Isabelle White · Regne Unit | 5/36.40  | Irène Savollon · França  | 12.5/32.40 | Eva Olliwier · Suècia    | 14/32.20 |

### Natació
Proves masculines
| Proves                       | Or                                                                                  | Or         | Plata                                                         | Plata   | Bronze                                                             | Bronze  |
| 100 metres lliures           | Arne Borg · Suècia                                                                  | 1:00.0     | István Bárány · Hongria                                       | 1:03.2  | August Heitmann · Alemanya                                         | 1:03.4  |
| 400 metres lliures           | Arne Borg · Suècia                                                                  | 5:08.6     | Herbert Heinrich · Alemanya                                   | 5:15.8  | Václav Antoš · Txecoslovàquia                                      | 5:16.2  |
| 1.500 metres lliures         | Arne Borg · Suècia                                                                  | 19:07.2 WR | Giuseppe Perentin · Itàlia                                    | 21:50.4 | Joachim Rademacher · Alemanya                                      | 22:00.0 |
| 100 metres esquena           | Eskil Lundahl · Suècia                                                              | 1:17.4     | Aladár Bitskey · Hongria                                      | 1:17.6  | Gustav Fröhlich · Alemanya                                         | 1:17.8  |
| 200 metres braça             | Erich Rademacher · Alemanya                                                         | 2:55.2     | Wilhelm Prasse · Alemanya                                     | 2:58.0  | Louis Van Parijs · Bèlgica                                         | 2:59.8  |
| relleus 4×200 metres lliures | Alemanya August Heitmann · Joachim Rademacher · Friedrich Berges · Herbert Heinrich | 9:49.6 WR  | Suècia Åke Borg · Aulo Gustafsson · Eskil Lundahl · Arne Borg | 9:52.0  | Hongria Géza Szigritz · Rezsö Wanié · András Wanié · István Bárány | 10:36.0 |

Proves femenines
| Proves                       | Or                                                                     | Or     | Plata                                                                       | Plata  | Bronze                                                                     | Bronze |
| 100 metres lliures           | Maria Vierdag · Països Baixos                                          | 1:15.0 | Joyce Cooper · Regne Unit                                                   | 1:15.0 | Charlotte Lehmann · Alemanya                                               | 1:16.1 |
| 400 metres lliures           | Marie Braun · Països Baixos                                            | 6:11.8 | Marion Laverty · Regne Unit                                                 | 6:13.6 | Fritzi Löwy · Àustria                                                      | 6:21.0 |
| 100 metres esquena           | Willy den Turk · Països Baixos                                         | 1:24.6 | Marie Braun · Països Baixos                                                 | 1:26.2 | Phyllis Harding · Regne Unit                                               | 1:30.8 |
| 200 metres braça             | Hilde Schrader · Alemanya                                              | 3:20.4 | Charlotte Mühe · Alemanya                                                   | 3:25.2 | Hedy Bienenfeld · Àustria                                                  | 3:27.0 |
| relleus 4×100 metres lliures | Regne Unit Marion Laverty · Valerie Davies · Ellen King · Joyce Cooper | 5:11.0 | Països Baixos Truus Klapwijk · Willy den Turk · Marie Braun · Maria Vierdag | 5:11.6 | Alemanya Charlotte Lehmann · Anni Rehborn · Marianne Schmidt · Reni Erkens | 5:12.8 |

Llegenda: WR – Rècord del món

### Waterpolo
| Prova             | Or      | Plata  | Bronze  |
| Waterpolo masculí | Hongria | França | Bèlgica |